# جزر بورت رويال
بورت رويال كايز (بالإنجليزية: Port Royal Cays)‏ هي مجموعة صغيرة من الجزر غير المأهولة أو الجزر الصغيرة المنخفضة قبالة بورت رويال.